# 15014 Annagekker
15014 Annagekker eller 1998 RO74 är en asteroid i huvudbältet som upptäcktes den 14 september 1998 av LINEAR i Socorro County, New Mexico. Den är uppkallad efter Anna Gekker.
Asteroiden har en diameter på ungefär 5 kilometer.